# ガブリエル・アプリン
ガブリエル・アプリン（Gabrielle Aplin、1992年10月10日 - ）は、イギリスの歌手、シンガーソングライター。

## 生い立ち・人物
ウィルトシャー・サットンベンガーで生まれた。リッチモンド在住。11歳の時に両親よりギターをプレゼントされ、それが音楽を始めるきっかけとなった。ジョニ・ミッチェルやブルース・スプリングスティーンを聴き、彼らの音楽に影響を受けた。後にシティ・オブ・バース・カレッジに進学し音楽を本格的に学ぶ。
ボブ・ディラン、レナード・コーエン、ザ・ナショナルなどを敬愛している。好きな邦画として、『千と千尋の神隠し』や『となりのトトロ』を挙げている。

## 歌手として
自身のオリジナル曲「Home」や、ケイティ・ペリーの「Teenage Dream」、シーロー・グリーンの「Forget You」などの曲をカバーし、その様子を撮影した動画をYouTubeにアップロードすることで知名度を上げていた。
2010年9月13日に、自身初となる5曲入りの「Acoustic EP」をiTunes Storeでリリースし、イギリスのiTunes Storeアルバム・チャートで25位を記録した。このアルバムは自身で立ち上げたレーベルNever Fade Records (英語版) からリリースしたものであったが、2012年にパーロフォンと契約を結びメジャーデビューをすることになる。その年の冬に、フランキー・ゴーズ・トゥ・ハリウッドの「The Power of Love」をカバーし、ジョン・ルイスのCM曲として起用される。この曲が全英シングル・チャートで1位となったことにより、多くの人々にガブリエル・アプリンの名を知られるところとなった。
2013年5月13日にメジャーファースト・アルバムとなる「English Rain」をリリースし、全英アルバム・チャートで2位となった。
2014年公開の映画『黒執事』主題歌「Through the ages」でボーカルを務めた。これは、同作主演の水嶋ヒロの希望で実現した。同主題歌の作詞、作曲は絢香。
2015年9月18日にセカンド・アルバム「Light Up The Dark」をリリース。その後、再び自身のレーベルに拠点を移す。
2020年1月17日にサード・アルバム「Dear Happy」をリリース。
2020年11月27日にリリースされた、SEKAI NO OWARIのグローバルプロジェクト・End of the Worldのアルバム「Chameleon」の収録曲「Over (ft. Gabrielle Aplin)」にゲストボーカルとして参加。

## ディスコグラフィー

### アルバム
- English Rain (英語版) （2013年）
- Light Up the Dark (英語版) （2015年）
- Dear Happy (英語版) （2020年）

### コンパクト盤 (EP)
- Acoustic EP（2010年）
- Never Fade EP（2011年）
- Home EP（2012年）

### ライブ・アルバム
- Gabrielle Aplin:iTunes Festival 2012（2012年）
- Gabrielle Aplin:Live at Koko（2013年）
- Gabrielle Aplin:iTunes Festival 2013（2013年）

### シングル
- The Power of Love  (英語版) (フランキー・ゴーズ・トゥ・ハリウッドの曲)(2012年）
- Please Don't Say You Love Me (英語版) (2013年）
- Panic Cord (英語版) (2013年）
- Home (英語版) (2013年）
- Salvation (英語版) (2014年）
- Light Up the Dark (英語版) (2015年）
- Sweet Nothing (英語版) (2015年）
- Miss You (英語版) (2016年）
- Waking Up Slow (英語版) (2017年）
- My Mistake (英語版) (2018年）
- Nothing Really Matters (英語版) (2019年）
- Losing Me (英語版) (with JP Cooper (英語版) )(2019年）
- Miss You 2 (英語版) (with ニーナ・ネスビット)(2020年）